# Lillevann Station
Lillevann Station (Lillevann stasjon) er en metrostation på Holmenkollbanen på T-banen i Oslo. Stationen ligger 425,0 meter over havet.
Stationsbygningen er tegnet af Paul Due og stod oprindeligt på Besserud Station. Bygningen blev flyttet i 1916, samme år som banen blev forlænget fra Holmenkollen, nu Besserud, til Frognerseteren. Det er derfor den eneste stationsbygning mellem Holmenkollen og Voksenkollen, der ikke er tegnet af Erik Glosimodt.
I 2003 havde stationen kun 49 passagerer i løbet af et døgn, hvilket gjorde den til den mindst benyttede T-banestation i Oslo.